# Сомовка (Нижегородская область)
Сомовка — старинное село в Воротынском районе Нижегородской области в составе Фокинского сельсовета. Название произошло от Сомовой заводи, где всегда можно было поймать сомов.

## География, природные особенности
Село расположено на правом, высоком берегу реки Волги, которая протекает севернее села в 7 км к западу от центра сельсовета — села Фокино. С районным центром село связывает регулярное автобусное сообщение. Раньше в селе была пристань; причаливали пассажирские теплоходы и скоростные суда. Издавна славилось село яблоками и вишнями, где большие площади склонов от села до Волги были засажены яблонями. Важную роль в успешном разведении садов здесь играет микроклимат большого водного волжского зеркала, уменьшая воздействие поздних весенних и ранних осенних заморозков. удлиняя вегетационный безморозный период.

## История
Самое первое письменное упоминание о деревне Сомовка, которая входила тогда в Барминскую волость Васильского уезда, датировано 1677 годом. В 1679 году после смерти бездетного князя Ивана Алексеевича Воротынского - правнука первого владельца этих земель Михаила Воротынского - Барминская волость на небольшой промежуток времени становится дворцовой, а с 23 августа 1700 была пожалована Петром I своему соратнику Федору Алексеевичу Головину "за многою и радетельную службу". В 1708 году, после смерти графа Ф. А. Головина, его сыновья Николай и Александр треть волости...( включая и деревню Сомовку )... полюбовно, по жребию, передают жене Ивана Федоровича Головина - дочери генерал-фельдмаршала и военного кавалера Бориса Петровича Шереметьева. А в 1720 году Никита Демидов дополнительно к купленным землям у Николая Николаевича Головина, внука знаменитого генерал-адмирала Федора Алексеевича, присоединяет земли и деревню Сомовку (141 двор), купленную у Шереметьевых. В 1798 году правнук Никиты Демидова, Лев Прокофьевич, передает во владение по купчей деревню Сомовку и земли известной красавице-авантюристке Ольге Александровне Жеребцовой. В 1827 году Сомовка переходит к сыну Жеребцовой Егору Егоровичу Норду - внебрачному сыну короля Великобритании и Ирландии Георга IV. Е. Е. Норд (1806 - 1844) был женат на княжне Щербатовой, служил российским консулом в Персии и скончался от черной оспы в Гиляне. Предполагают, что планировку деревни заложил ее владелец Е. Е. Норд. На данный период в Сомовке проживало 347 мужчин и 427 женщин. Селом деревня Сомовка стала с 1884 года после строительства и освящения старообрядческой единоверческой церкви во имя Святителя и Чудотворца Николая.